# Fábio Barreto

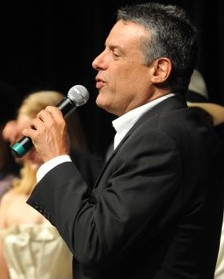
Fábio Barreto im November 2009

Fábio Villela Barreto Borges (* 6. Juni 1957 in Rio de Janeiro; † 20. November 2019 ebenda) war ein brasilianischer Filmemacher.

## Leben
Barreto kam als Sohn von Luiz Carlos Barreto und Lucy Barreto in Rio de Janeiro zur Welt, die seit den 1960er-Jahren zu den bekanntesten Filmemachern Brasiliens zählen. Sein älterer Bruder ist der Filmemacher Bruno Barreto. Barreto gab 1977 mit dem Kurzfilm A História de José e Maria sein Regiedebüt. Ein zweiter Kurzfilm, Mané Garrincha, folgte 1978, bevor Barreto 1982 mit dem Liebesdrama Índia, a Filha do Sol seinen ersten Langfilm als Regisseur und Drehbuchautor veröffentlichte. Índia, a Filha do Sol wurde dabei von seinen Eltern und seiner Großmutter Lucíola Vilella produziert.
Der 1985 veröffentlichte Film O Rei do Rio basierte auf dem Theaterstück O Rei de Ramos von Dias Gomes, während Barreto 1988 mit Luzia Homem den gleichnamigen Roman von Domingos Olímpio verfilmte. O Quatrilho, Barretos Spielfilm aus dem Jahr 1995, basierte auf Jose Clemente Pozenatos gleichnamigem Roman. Der Film handelt von den beiden italienischen Paaren Teresa und Angelo sowie Pierina und Massimo, die in Rio Grande do Sul heimisch werden wollen, wobei die Liebe zwischen Massimo und Teresa zu Schwierigkeiten führt. O Quatrilho wurde 1995 auf dem Internationalen Festival des Neuen Lateinamerikanischen Films mit drei Preisen ausgezeichnet und 1996 als brasilianischer Beitrag für einen Oscar in der Kategorie Bester fremdsprachiger Film nominiert.
Im Jahr 1997 erschien mit Bela Donna Barretos erster in brasilianisch-US-amerikanischer Koproduktion gedrehter Spielfilm. Barreto widmete sich anschließend dem Fernsehen und drehte einige wenige Serienfolgen, darunter eine Folge der brasilianischen Version von Desperate Housewives, Donas de Casa Desesperadas. Sein letzter Spielfilm wurde der auf Luiz Inácio Lula da Silvas frühen Jahren basierende Film Lula, o Filho do Brasil, der am 1. Januar 2010 veröffentlicht wurde.
Barreto wurde am 19. Dezember 2009 bei einem Autounfall in Botafogo schwer verletzt und lag danach im Koma. Im Jahr 2014 wurde bekannt, dass er Phasen mit minimalem Bewusstsein hat. Er starb nach fast zehn Jahren im Koma im November 2019.
Fábio Barreto war mit den Schauspielerinnen Marcia Barreto, Dora Pellegrino und ab 2003 mit Déborah Kalume verheiratet. Er war Vater von vier Kindern.

## Filmografie (Auswahl)
- 1977: A História de José e Maria (Kurzfilm)
- 1978: Mané Garrincha (Kurzfilm)
- 1982: Índia, a Filha do Sol
- 1985: Der König von Rio (O Rei do Rio)
- 1988: Luzia Homem
- 1991: Lambada
- 1995: O Quatrilho
- 1998: Bela Donna
- 1998: Você Decide (TV-Serie, eine Folge)
- 2002: A Paixão de Jacobina
- 2006: Nossa Senhora de Caravaggio
- 2007: Donas de Casa Desesperadas (TV-Serie, eine Folge)
- 2010: Lula, o Filho do Brasil

## Auszeichnungen
- 1988: Nominierung Golden Kikito für den besten Film, Gramado Film Festival, für Luzia Homem
- 1996: Grand-Prix-Nominierung, Tokyo International Film Festival, für O Quatrilho